# 孙凝晖
孙凝晖（1968年3月—），男，籍贯安徽寿县，生于上海，中国科学院计算技术研究所所长、研究员，中国工程院院士。

## 生平
1989年毕业于北京大学计算机系，获学士学位。1992年、1999年先后获中国科学院计算技术研究所硕士、博士学位。2011年接替其博士生导师李国杰院士任中国科学院计算技术研究所所长，任职至2020年9月。现为中国科学院学术委员会副主任。